# Evolvulus piurensis
Evolvulus piurensis är en vindeväxtart som beskrevs av V. Ooststr. Evolvulus piurensis ingår i släktet Evolvulus och familjen vindeväxter. Inga underarter finns listade i Catalogue of Life.